# Deutsche Ausgleichsbank
Die Deutsche Ausgleichsbank (DtA) wurde am 12. Mai 1950 unter der Bezeichnung Vertriebenen-Bank Aktiengesellschaft gegründet, zunächst zur Vergabe von Investitionskrediten an Vertriebene, später auch an Vertriebene und Kriegsgeschädigte im Bereich der gewerblichen Wirtschaft. Ihr Sitz war in Bonn.

## Geschichte

Kassenobligation über 100000 DM der Lastenausgleichsbank vom Januar 1959

Am 29. April 1952 erfolgte eine Satzungs- und damit Namensänderung in Bank für Vertriebene und Geschädigte (Lastenausgleichsbank).
Durch Gesetz vom 28. Oktober 1954 wurde die Bank in Lastenausgleichsbank (Bank für Vertriebene und Geschädigte) umbenannt und in eine bundesunmittelbare rechtsfähige Anstalt des öffentlichen Rechts umgewandelt. In den Sechzigerjahren wurde das Portfolio um Kredite für mittelständische Betriebe in neuen Wohnsiedlungen (ERP-Standortprogramm), Darlehen an Wohnungsunternehmen von Vertriebenen zur Förderung des Baus von Eigenheimen und Eigentumswohnungen sowie Bürgschaften zur Baulandvorfinanzierung für Vertriebene erweitert. 1979 startete das Eigenkapitalhilfe-Programm zur Förderung der Gründung selbständiger Existenzen. Ab 1983 wurde in Zusammenarbeit mit dem Bundesministerium für Forschung und Technologie ein Programm zur Förderung technologieorientierter Unternehmen ins Leben gerufen.
Den Namen Deutsche Ausgleichsbank (DtA) erhielt die Bundesanstalt am 20. Februar 1986. Während zur Gründung der Bank noch der Lastenausgleich und Hilfen zur wirtschaftlichen Eingliederung und Förderung der durch den Zweiten Weltkrieg und seine Folgen betroffenen Personen sowie heimatloser Ausländer und ausländischer Flüchtlinge im Vordergrund standen, finanzierte die DtA später vornehmlich Maßnahmen im wirtschaftsfördernden Bereich, insbesondere für den gewerblichen Mittelstand und die freien Berufe, sowie auf sozialem Gebiet und im Bereich des Umweltschutzes. Seit 1989 förderte die Bank auch Existenzgründungen in den Entwicklungsländern und Beratungsprogramme in Mittel- und Osteuropa. Darüber hinaus konnte sie mit obersten Bundesbehörden Bankgeschäfte, Treuhand- und sonstige Geschäfte vereinbaren. Die DtA unterstand bis 2003 im Einvernehmen mit dem Bundesministerium der Finanzen und dem Bundesministerium für Wirtschaft und Arbeit der Aufsicht des Bundesministerium des Innern.
Die Deutsche Ausgleichsbank ist im August 2003 in der KfW aufgegangen. Die Förderprogramme der ehemaligen DtA werden von der neu gegründeten KfW Mittelstandsbank, einer damaligen Marke und ein heutiger Unternehmensbereich der KfW, fortgeführt.